# Pteris cruciata
Pteris cruciata là một loài dương xỉ trong họ Pteridaceae. Loài này được Klf., Sieb. mô tả khoa học đầu tiên..
Danh pháp khoa học của loài này chưa được làm sáng tỏ. 